# Federación Internacional de Organizaciones de Donantes de Sangre
La Federación Internacional de Organizaciones de Donantes de Sangre (abreviado IFBDO en inglés, y FIODS en francés y en español), es una organización internacional que declara como su principal objetivo la autosuficiencia de los Estados miembros en las reservas de sangre, procedente de donantes voluntarios y no remunerados, así como la armonización de los estándares de seguridad en los procesos de hemodonación y control.

Los objetivos estatuarios son:
1. Promover la donación de sangre regular, anónima, voluntaria y no remunerada, en todos los países del Mundo.
2. Trabajar para satisfacer la demanda de la sangre humana y productos derivados de alta calidad en cada país, en cooperación con las entidades competentes.
3. Asegurar la aplicación de medios y métodos que garanticen la seguridad tanto del donante como del receptor.
4. Combatir todas las formas de comercio y lucro con la sangre y derivados, bajo el principio de que el cuerpo humano es inalienable.
5. Participar en todos los estudios, actividades, debates o eventos relacionados tanto con la organización de la transfusión sanguínea y asociaciones de donantes de sangre, como con el conocimiento y estudios de técnicas de transfusión.[1]

La FIODS fue fundada en Luxemburgo el 4 de diciembre de 1955. Las Sede se estableció en Mónaco. Los idiomas oficiales de la Federación son Inglés, Francés y Español. La Federación está formada por 72 miembros. Cada país está representado por una sola organización nacional de donantes de sangre. Hay cuatro tipos de miembros en la FIODS: miembro activo, miembro asociado, observadores y miembros honoríficos .

La Federación es gobernada por la Asamblea General y por el Consejo Ejecutivo. Los dos cargos más importantes de la Organización son el presidente (actualmente Gianfranco Massaro, Italia) y Secretario General (actualmente JM Durant, Francia).

La FIODS entrega la condecoración "Orden al Mérito Internacional de la Sangre" a las personalidades e instituciones que realizaron una contribución especial a los objetivos de la Federación gracias a su dedicación y esfuerzo. 

La FIODS constituyó una Fundación Solidaria ("Fundación Solidaria de la FIODS") con el objetivo de apoyar a los Estados miembros en vía de desarrollo con programas de cooperación internacional.

Desde 1995 la FIODS organizaba bajo iniciativa propia el Día Internacional del Donante de Sangre, pero en 2002 inició negociaciones con las tres organizaciones internacionales más importantes en el ámbito de la donación de sangre: la Organización Mundial de Salud (OMS), la Federación Internacional de Sociedades de la Cruz Roja y de la Media Luna Roja (FICR) y la Sociedad Internacional de Transfusion de Sangre(ISBT), que como resultado llevaron a las cuatro organizaciones a firmar un acuerdo que establecía el Día Mundial del Donante de Sangre. En la Asamblea Mundial de la Salud en 2005 los Ministros de Salud de todos los Estados miembros de la OMS adoptaron unánimemente la resolución que reconocía a los donantes de sangre voluntarios y no remunerados como la piedra clave de la provisión adecuada y sostenible de la sangre segura. Todos ellos ratificaron el Día Mundial del Donante de Sangre como el evento anual y recomendaron que se convirtiera en la parte integral de los Programas Nacionales de Sangre. Desde entonces el Día Mundial del Donante de Sangre se celebra el 14 de junio de cada año con el patrocinio de los cuatro socios fundadores - FIODS, Cruz Roja, OMS e ISBT.

## International Youth Committee
En 2000, IFBDO / FIODS estableció el Comité Internacional de la Juventud (IYC) para promover el voluntariado juvenil para la donación de sangre y aumentar la participación de los jóvenes en las actividades de la Federación.
Al menos una vez al año, el IYC organiza el Foro Internacional de la Juventud IFBDO / FIODS, un evento internacional para todos los donantes de sangre y jóvenes voluntarios de entre 18 y 30 años. El evento se realiza de forma rotativa en uno de los países afiliados a la Federación y tiene una duración promedio de 3-4 días.
La política del Comité Internacional de Juventud está dirigida por la Junta de IYC, que se elige cada tres años para que coincida con el Foro. Las figuras representativas de la Junta de IYC son: Presidente (actualmente Silvia Capodicasa, Albania), Secretario General (actualmente Hichem Touahria, Argelia) y Tesorero (actualmente Diego Lopez Santos, España). La Junta de IYC también está compuesta por los Delegados Continentales: África (actualmente Dounya Belouafi, Marruecos), America (actualmente Fiorella Pacheco Rojas, Perù), Europa (actualmente João Pedro Junqueira, Portugal).
| Albania         | Afganistán   | Argelia                         | Argentina           | Azerbaiyán            | Bielorrusia              |
| Bolivia         | Brasil       | Bulgaria                        | Burkina Faso        | Camerún               | República Centroafricana |
| Costa de Marfil | Costa Rica** | República Democrática del Congo | Dinamarca           | Dominica**            | República Dominicana     |
| Estonia         | Islas Feroe  | Francia                         | Gabón**             | Grecia                | Guinea-Bissau            |
| Guinea          | India        | Indonesia                       | Islandia            | Italia                | Kosovo                   |
| Líbano**        | Lituania     | Letonia                         | Luxemburgo          | Mali                  | Malta                    |
| Marruecos       | Mauricio     | México**                        | Mónaco              | Mongolia              | Birmania**               |
| Nepal           | Nicaragua    | Níger**                         | Nigeria             | Pakistán              | Palestina                |
| Panamá          | Paraguay     | Perú                            | Filipinas           | Portugal              | Canadá (Quebec)          |
| Rumania         | Rusia**      | El Salvador                     | San Marino          | Santo Tomé y Príncipe | Senegal                  |
| España          | Suiza        | Países Bajos                    | Togo                | Túnez                 | Ucrania                  |
| Uruguay         | Venezuela    | Vietnam                         | República del Congo | Yibuti                | Chile**                  |

** Admitidos, pendientes de ratificar por la Asamblea General de la FIODS.
| Roger Guénin (Francia)                    | 1955-1958   |
| Vittorio Formentano (Italia)              | 1958-1968   |
| Louis Pauli (Mónaco)                      | 1968-1970   |
| Roger Guénin (Francia)                    | 1970-1971   |
| Pierre Grange (Francia)                   | 1971-1973   |
| Anne Croesi (Mónaco)                      | 1974-1981   |
| Juan Picazo (España)                      | 1981-1984   |
| Leonora Carlota Osório (Brasil)           | 1984-1987   |
| Djilis Tahir (Indonesia)                  | 1987-1988   |
| Siti Hardiyanti Indra Rukmana (Indonesia) | 1988-1995   |
| Nicole Petton (Francia)                   | 1996-1999   |
| Martín Manceñido Fuertes (España)         | 1999- 2002  |
| Pasquale Colamartino (Italia)             | 2002-2005   |
| Niels Mikkelsen (Dinamarca)               | 2005-2011   |
| Gianfranco Massaro (Italia)               | 2011-actual |